# Egypt (Arkansas)
Egypt è un comune degli Stati Uniti d'America, situato in Arkansas, nella contea di Craighead.